# Scutelliseta nigrocaerulea
Scutelliseta nigrocaerulea är en tvåvingeart som beskrevs av Richards 1968. Scutelliseta nigrocaerulea ingår i släktet Scutelliseta och familjen hoppflugor. Inga underarter finns listade i Catalogue of Life.